# Internet en Algérie
 (mars 2023).

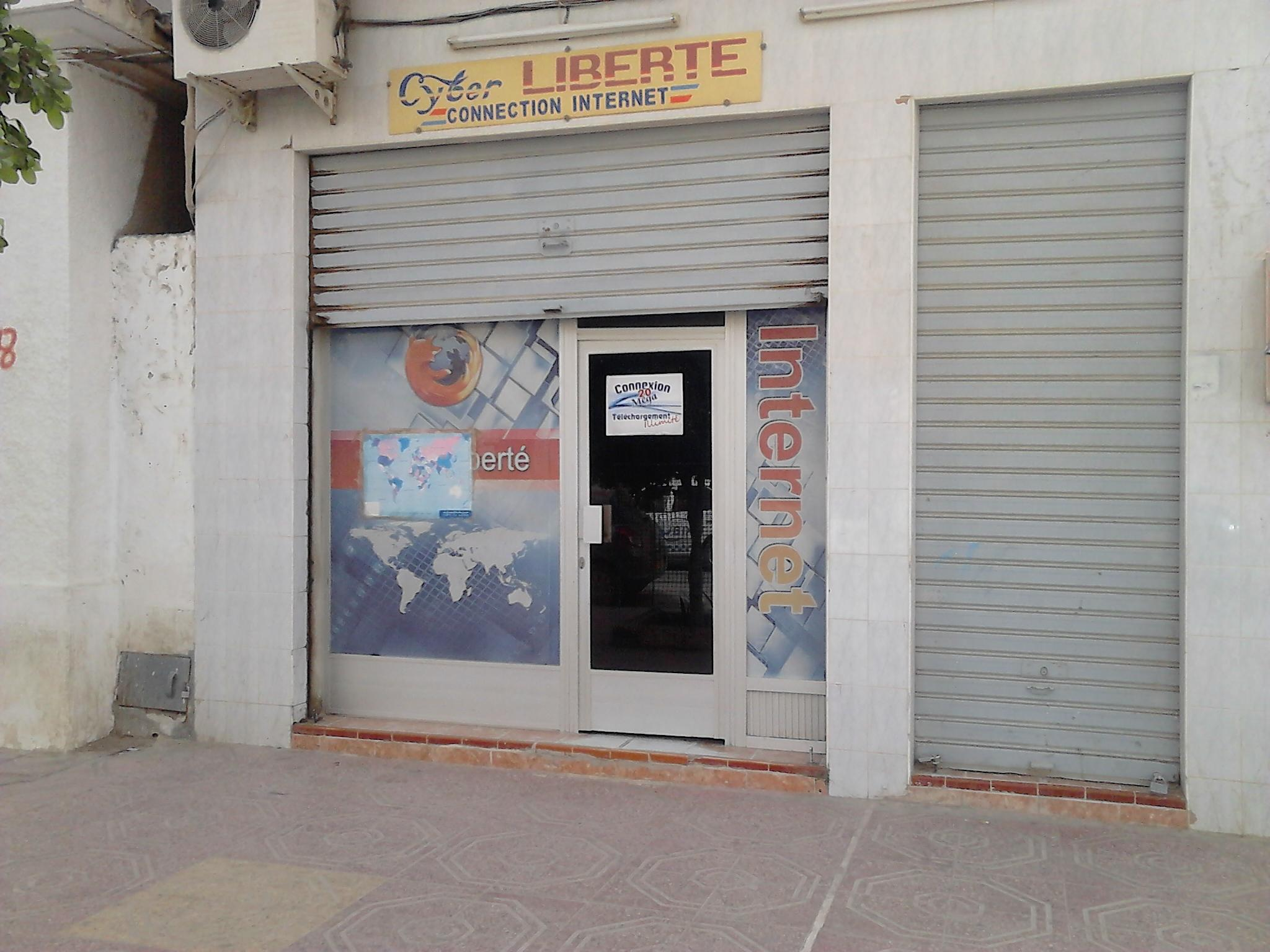
Cybercafé à Biskra, Algérie

L'accès à Internet en Algérie est essentiellement assuré depuis 2018 par Idoom, une filiale d'Algérie Télécom.
En 2017, l'Algérie comptait 34,5 millions abonnements à l'internet, ce qui représente environ 86.25 % de la population.
Il y a 72 % d'internautes en Algérie âgés entre 15 et 19 ans, dont 40 % qui se connectent tous les jours ou presque. Pour ce qui est du marché internet, le bilan fait état d’une nette progression du taux de pénétration, passé de 16 % en 2013 à 46 % en avril 2015.
Dans les années 2010, le nombre de cybercafés a explosé dans tout le pays, et les jeunes y veillent jusqu'au milieu de la nuit pour chatter ou se livrer à des jeux en ligne.
Le 6 juin 2018, le monopole d'Algérie Telecom sur la fourniture d'accès à internet a pris fin avec l'ouverture à la concurrence de la boucle locale.
En 2018 Algérie Télécom lance ses nouvelles offres Idoom Fibre.
En juin 2022, il y a plus de 48,5 millions d'abonnés Internet fixe et mobile. Le nombre d'abonnés à l'internet fixe (ADSL, FTTH et 4G LTE/Wimax) était de 4,46 millions au 30 septembre 2022 (4,02 millions au 30 septembre 2021) alors que celui de l'internet mobile (3G et 4G) avoisinait les 44,04 millions (41,26 millions au 30 septembre 2021). Pour ce qui est des abonnés aux différentes offres internet fixes, 85,07 % disposaient de débits entre 10 et 20 Megas, 14,69 % entre 20 et 50 Megas et 0,19% entre 50 et 100 Megas, Passant de 72 000 en 2020 à 500 000 abonnés FTTH en 2022. L’augmentation d’abonnés en FTTH en Algérie est exponentiel.

## Sites Internet les plus visités
Les sites les plus visités en Algérie sont :
| no | URL               |                           |
| -- | ----------------- | ------------------------- |
| 1  | Google.com        | Recherche                 |
| 2  | Youtube           | Hébergement de vidéos     |
| 3  | Facebook.com      | Réseau social             |
| 4  | Instagram.com     | Réseau social             |
| 5  | Google.dz         | Recherche                 |
| 6  | Twitter.com       | Réseau social             |
| 7  | Amazon.com        | Commerce en ligne         |
| 8  | Yahoo.com         | Recherche                 |
| 9  | Wikipedia.org     | Éducation                 |
| 10 | Tiktok.com        | Réseau social             |
| 11 | Google.fr         | Recherche                 |
| 12 | Ouedkniss.com     | Commerce en ligne         |
| 13 | Blogger.com       | Plateforme de blogs       |
| 14 | Aliexpress.com    | Commerce en ligne         |
| 15 | Mediafire.com     | Hébergement de fichiers   |
| 16 | Coinmarketcap.com |                           |
| 17 | Kooora.com        | Journal sportif           |
| 18 | Live.com          | Services web              |
| 19 | Github.com        | Plateforme collaborative  |
| 20 | Reddit.com        | Site web communautaire    |
| 21 | Paypal.com        | Service financier         |
| 22 | Poste.dz          | Service financier         |
| 23 | T.me              | Application de messagerie |
| 24 | Pinterest.com     | Réseau social             |
| 25 | LinkedIn.com      | Réseau social             |

## Fibre optique
La bande passante internationale d’Algérie Télécom a été augmentée pour passer à une capacité de 7,8 térabits par seconde (Tbit/s) alors qu’elle était de 2,8 Tbit/s en 2021 et de 1,5 Tbit/s en 2020 , permettant ainsi d’améliorer la qualité de la connectivité internet haut et très haut débit, a annoncé le ministère de la Poste et des Télécommunications fin 2022.
Près de 200 000 km de câbles en fibre optique ont été déployés à travers le territoire national fin 2021, dans le cadre de la stratégie nationale visant à raccorder entre-elles les 58 wilayas du pays au réseau téléphonique et internet très haut débit, a annoncé le PDG du Groupe Télécom Algérie, Khaled Zarat, dans un entretien à l'APS.
L'offre « Idoom fibre » est composée d'un accès Internet très haut débit allant de 10 Mbit/s à 1 Gbit/s (disponible à partir de mai 2024) et d'une ligne fixe avec forfait d’appels illimités. Le directeur général d'Algérie Télécom, Adel Khemane, a indiqué que cette nouvelle technologie entre dans le cadre du projet du FTTx (Internet en fibre optique), un projet dont la première phase représente un investissement de 38 milliards de dinars.

## Événements
De nombreux événements autour d'internet voient le jour en Algérie au cours du XXIe siècle. C'est le cas notamment des Algeria Web Awards, une compétition créée en 2012 qui vise à « révéler les meilleurs acteurs algériens sur internet » en mettant ces derniers en concurrence.

## Censure et surveillance
Depuis 2016, la connexion à Internet est coupée ou perturbée pendant les jours des examens de baccalauréat,,,.
Un blocage de TSA, site critique envers les autorités, a eu lieu en 2017 et en 2019. Depuis juillet 2019, le site web d'information ObservAlgérie n'est plus accessible en Algérie. Ces blocages sont survenus dans une période marquée par un mouvement de contestation populaire dans le pays.
Depuis avril 2020, de nombreux sites d’information ont été censurés par les autorités algériennes, à l’instar de Radio M, Maghreb Emergent, Interlignes et L’Avant-Garde.
La connexion à Internet fait l’objet d’un contrôle croissant en Algérie, mobilisant tout un arsenal juridique. Une réforme du code pénal adoptée en avril 2020 visant à criminaliser la diffusion de fausses nouvelles a été dénoncée comme une menace à la liberté d’expression et de presse par plusieurs organisations de défense des droits humains.

## Perturbations et lenteur
Depuis que les Algériens ont eu accès à Internet, ces derniers n'ont souvent eu droit qu'à des déceptions, en témoigne le hashtag #AlgerieTelecomDown qui a fait son apparition à plusieurs reprises ces dernières décennies. En plus de la lenteur de la connexion Internet, s'ajoutent des perturbations qui durent trois jours voire plus sans aucun communiqué des opérateurs concernés sur la situation,.
Selon le Speedtest Global Index, la connexion à Internet algérienne est à la 121e place (sur 142 pays) du classement des connexions mobiles, avec un débit descendant médian de 13,62 Mb/s et un débit ascendant médian de 10,59 Mb/s. En pratique, les clients des opérateurs mobiles bénéficient d'un téléchargement moyen à 8,6 Mb/s chez Ooredoo, 5,1 Mb/s chez Mobilis et 4,9 Mb/s chez Djezzy, selon les données recueillies par Steam.
La connexion à Internet algérienne est à la 145e place (sur 181 pays) des connexions filaires, avec une vitesse de téléchargement médiane de 10,05 Mb/s et une vitesse d'upload médiane de 0,79 Mb/s La vitesse de connexion filaire a augmenté de 62 % entre avril 2021 et avril 2022, en raison de la réduction des prix (de moitié) opérée par Algérie Télécom sur son offre Idoom ADSL.